# Якушевський Олексій Вікторович
Олексі́й Ві́кторович Якуше́вський — майор Збройних сил України.
Станом на 2010 рік — льотчик авіаційної ланки 1-ї ескадрильї, в/ч А1349 — 114-а бригада тактичної авіації, Івано-Франківськ.

## Нагороди
31 жовтня 2014 року за особисту мужність і героїзм, виявлені у захисті державного суверенітету та територіальної цілісності України, вірність військовій присязі під час російсько-української війни, відзначений — нагороджений орденом Богдана Хмельницького III ступеня.